# Inselbahn Juist
| |                     |                                       |                                       |
| Streckennummer: | 9155                |                                       |                                       |
| Kursbuchstrecke (DB): | 10001               |                                       |                                       |
| Streckenlänge: | 2,8 km              |                                       |                                       |
| Spurweite: | 1000 mm (Meterspur) |                                       |                                       |
| |                     |                                       |                                       |
| \| \| \| Bahnhof (alt) \| \| \| \| 0,0 \| Bahnhof (neu) \| Bahnhof (neu) \| \| \| \| Depot und Werkstatt („Schwarze Bude“) \| \| \| \| \| \| \| \| \| \| Deichdurchlass \| \| \| \| \| Militärbahn, später Abstellgleis \| \| \| \| \| Pfahljochstrecke (800 m) \| \| \| \| 2,3 \| Juist Anleger \| Juist Anleger \| \| \| \| Fähre der FRISIA nach Norddeich \| \| |                     |                                       |                                       |
| Kopfbahnhof Streckenanfang (Strecke außer Betrieb) |                     | Bahnhof (alt)                         | Bahnhof (alt)                         |
| Bahnhof (Strecke außer Betrieb) | 0,0                 | Bahnhof (neu)                         | Bahnhof (neu)                         |
| Betriebs-/Güterbahnhof Streckenanfang (Strecke außer Betrieb) · Strecke (außer Betrieb) |                     | Depot und Werkstatt („Schwarze Bude“) | Depot und Werkstatt („Schwarze Bude“) |
| Verschwenkung nach links (Strecke außer Betrieb) · Verschwenkung nach rechts (Strecke außer Betrieb) |                     |                                       |                                       |
| |                     | Deichdurchlass                        |                                       |
| Abzweig geradeaus und von rechts (Strecke außer Betrieb) |                     | Militärbahn, später Abstellgleis      | Militärbahn, später Abstellgleis      |
| Strecke unter Wasserlauf (Strecke außer Betrieb) |                     | Pfahljochstrecke (800 m)              | Pfahljochstrecke (800 m)              |
| Kopfbahnhof Streckenende (Strecke außer Betrieb) | 2,3                 | Juist Anleger                         | Juist Anleger                         |
| |                     | Fähre der FRISIA nach Norddeich       |                                       |

Die Inselbahn Juist war eine eingleisige, meterspurige und nicht elektrifizierte  Bahnstrecke auf der ostfriesischen Insel Juist. Sie war die erste motorbetriebene Inselbahn Deutschlands und wurde 1982 stillgelegt, nachdem ein ortsnaher Hafen errichtet worden war.

## Geschichte

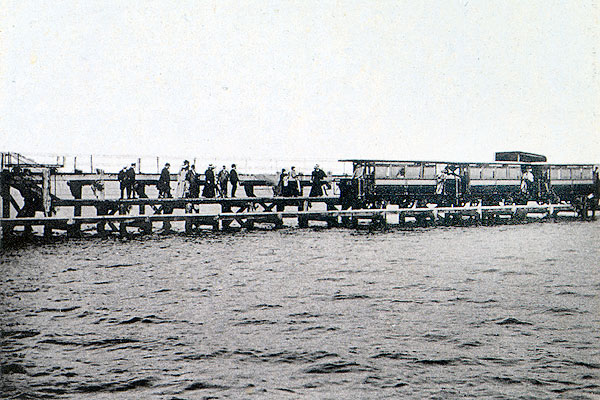
Pferdebahnbetrieb 1898, drei Stilkenboom-Personenwagen

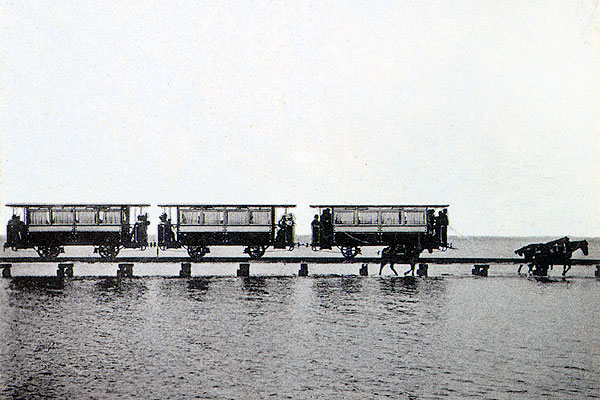
Pferdebahnbetrieb auf der Pfahljochstrecke

1894 wurde ein hölzerner Anleger gebaut, der 1896 landseitig verlängert wurde. Am 19. Juni 1898 nahm die Inselbahn als Pferdebahn ihren Betrieb auf. Die Anlage fiel aber noch im gleichen Jahr einem Unwetter zum Opfer. Man beschloss, nach der Wiedererrichtung der Bahnanlage eine Lokomotive mit Verbrennungsmotor einzusetzen. Am 4. August 1899 wurde die Bahn für den Betrieb abgenommen und damit zur ersten motorbetriebenen Inselbahn Deutschlands.
1911 wurde der neue Anleger um 115 Meter verlängert, um für tiefergehende Schiffe von Emden geeignetes Fahrwasser zu erreichen. Gleichzeitig hat man die Pfahljochstrecke erhöht. Im Ersten Weltkrieg wurde eine Artilleriestellung mit Gleisanschluss auf Juist eingerichtet.
1916 richtete eine Sturmflut so schwere Schäden an, dass ein Deich gebaut wurde und man alle Gleise und Gebäude erneuern musste. Auch 1921 und 1942 wurde der Anleger durch Sturm und Eis beschädigt und wieder ausgebessert.
1936 folgte für die Wehrmacht ein Umbau mit Verstärkung der Gleise und des Anlegers. Im selben Jahr entstand ein Klinkerbau als Empfangsgebäude mit Gaststätte und Güterschuppen. Im Zweiten Weltkrieg wurde auf dem Gleis zur Artilleriestellung Munition angefahren. Eisgang beschädigte im Frühjahr 1947 den Anleger und seine Gleisanlagen schwer. Behelfsanlagen erlaubten im Sommer dieses Jahres den Badebetrieb, 1949 wurde ein neuer Brückenkopf fertiggestellt.
1956 erfolgte die Verbreiterung und Erneuerung des Anlegers, 1958 der Bau einer höheren Pfahljochstrecke neben der alten. Die Pfahljochstrecke war so niedrig, dass die Gleise bei Hochwasser nur wenig oberhalb der Meeresoberfläche lagen. Die Länge der Gleisanlagen der Juister Inselbahn betrug schließlich insgesamt 4778 Meter.
Nach dem Bau eines ortsnahen Hafens folgte 1982 die Stilllegung der Bahn.

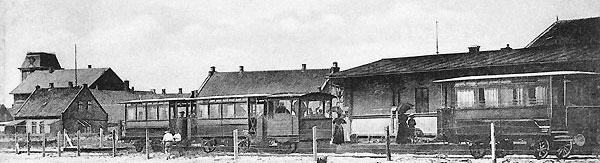
Bahnhof Juist um 1900

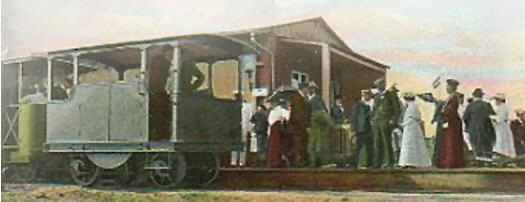
Bahnhof Juist um 1902

## Bauten

### Bahnhofsgebäude
1919 musste das alte hölzerne Bahnhofsgebäude dem neu errichteten Dorfdeich weichen. Ein neues Empfangsgebäude erhielt die Bahn jedoch erst 1921. Ein Jahr später konnte der neue Bahnhof eingeweiht werden. Er liegt an der Bahnhofstraße/Carl-Stegmann-Straße.
Das letzte Bahnhofsgebäude stammt aus dem Jahr 1936. Auch nach der Stilllegung des Bahnverkehrs im Jahr 1982 wurde es großteils erhalten. Heute nutzen ein Gastronomiebetrieb und das Nationalparkhaus Wattenmeer das Gebäude.
Im August 2018 wurden Pläne bekannt, den historischen Bau abzureißen und durch einen Neubau zu ersetzen. Dagegen wendet sich eine Petition. Es wurde entschieden, den „Alten Bahnhof“ nicht abzureißen, sondern an der östlichen Seite um eine große gastronomische Außenterrasse zu erweitern.

### Fahrzeughalle
Die Fahrzeughalle wird auf der Insel als Schwarze Bude bezeichnet. Sie war die erste Remise, die für die Lok Ricklef und die damals verwendeten Wagen erbaut wurde. Eine neue dreigleisige Fahrzeughalle mit Werkstatt wurde 1940/41 an Stelle des alten Schuppens errichtet. 1967 erhielt sie ein viertes Gleis. Die Werkstatt ist erhalten, sie liegt zwischen Billstraße und Deich.

### Landungsbrücke
Ab 1935 wurde die Landungsbrücke elektrisch beleuchtet; zuvor hatten Karbidlampen den Anleger erhellt.

## Fahrzeuge
Im Juni 1899 nahm die erste Benzollokomotive Ricklef ihren Dienst auf. Sie zog mit einer Leistung von zwölf PS die bisherigen drei Pferdebahn- und zwei Gepäckwagen sowie zwei neue Personenwagen. Untergestellt wurden die Fahrzeuge in der zu diesem Zweck errichteten Schwarzen Bude.
1902 wurde die zweite Lok, Adolf, angeschafft. Sie hatte 24 PS. 1913 kamen die Lok Hermann und mehrere Wagen dazu, 1925 die Lok Paul und ein Jahr später zwei neue Personenwagen. Paul wurde 1935 vom Benzol- auf Dieselbetrieb umgerüstet und erhielt einen Motor von Deutz. Im gleichen Jahr wurde die Rohöllok Carl in Dienst gestellt, der ein Jahr später zwei neue Gepäckwagen folgten. 1938/39 übernahm man acht Personenwagen von der Karlsruher Lokalbahn.

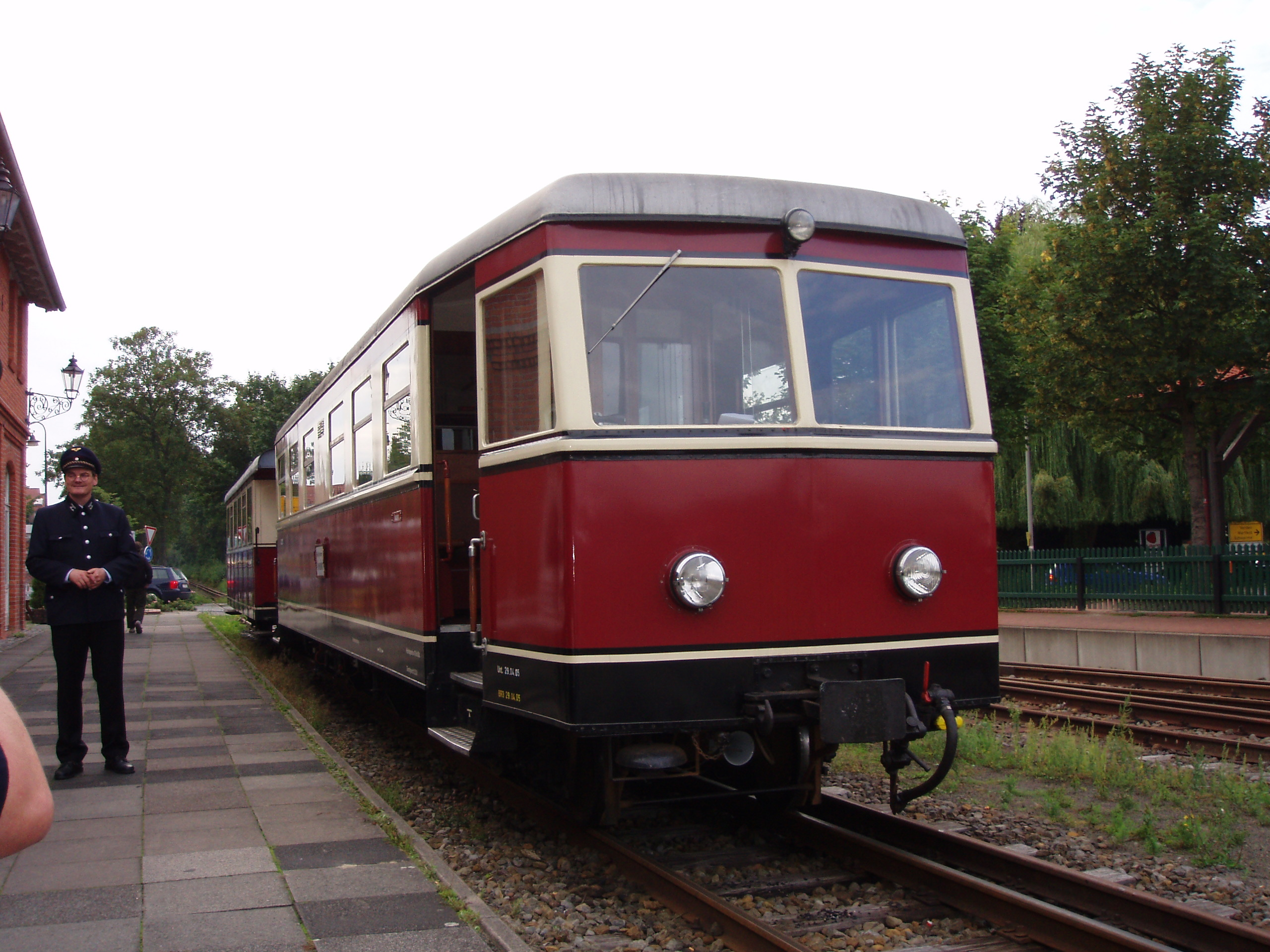
Der 1959 angeschaffte Talbot-Triebwagen T2 2006 in Bruchhausen-Vilsen

Erst 1952 folgte mit der Lok Heinrich ein neues Triebfahrzeug. Zwei Jahre später wurde der Fuhrpark um zwei Personenwagen der Ruhr-Lippe-Eisenbahnen erweitert, und in den 1950er Jahren folgten noch einige Flachwagen, die teilweise in eigener Werkstatt aus umgebauten Loren entstanden.
1958 wurde der erste Triebwagen in Dienst genommen, dem 1959 und 1961 drei weitere folgten. Alle Triebwagen waren zuvor bei verschiedenen, kurz zuvor stillgelegten Bahnen im Einsatz gewesen. Alle waren von der Waggonfabrik Talbot gebaut und trugen die Typbezeichnung Eifel bzw. Schleswig. Der T 4 war eine modernisierte Version Eifel II. Zugleich wurden etliche der alten Personenwagen aufgearbeitet und modernisiert. In den folgenden Jahren wurde der Wagenbestand um zahlreiche Güter-, Kessel- und Flachwagen erweitert.
1966 wurde die vorletzte Lok der Inselbahn, Carl II, gebraucht beschafft. Zwei Jahre später wurde Carl I ausgemustert, 1971 wurde Heinrich I an die Wangerooger Inselbahn abgegeben und durch Heinrich II ersetzt, die baugleich zu CarlII war. 1971 wurde der Triebwagenbestand um vier Exemplare ergänzt, von denen aber drei zu Beiwagen umgebaut wurden bzw. schon waren. Zwei davon (T 5 und ein Beiwagen) waren wieder vom Talbot-Typ Schleswig.

## Verbleib der Fahrzeuge
Während viele Fahrzeuge nach Einstellung des Betriebs weitergegeben oder verschrottet wurden, blieb Lok Carl II als einzige der alten Loks noch als Denkmal auf dem ehemaligen Bahnhofsgelände auf Juist. 2004 wurde sie aber an die Märkische Museums-Eisenbahn in Plettenberg abgegeben.
Dort waren schon der Triebwagen Nr. 1 ebenso wie ein Personenwagen. Triebwagen Nr. 2 befindet sich, wie auch zwei Personenwagen von der Firma Stilkenboom und ein weiterer Personenwagen der Juister Inselbahn, in der Sammlung des DEV in Bruchhausen-Vilsen; alle vier Fahrzeuge sind nach wie vor einsatzfähig. Triebwagen T 3 und T 5 wurden auf Norderney verschrottet, T 4 ging zunächst in den Besitz der Inselbahn Langeoog und dann in den der Harzer Schmalspurbahnen über. Die Personenwagen wurden bis auf die erwähnten Museumsexemplare verschrottet oder umgebaut.
Lok HeinrichII ging 1982 an die Montreux-Berner Oberland-Bahn in die Schweiz als Tm 2/2 2. Seit 2010 befindet sie sich bei der französischen Museumseisenbahn Chemin de Fer de la Baie de Somme (CFBS).
Einer der Flachwagen wurde auf Juist zum Steg umfunktioniert, weitere gingen, wie auch die zwei Kesselwagen und ein Werkstattwagen, an die Märkische Museums-Eisenbahn.